# Jörg Martin Munsonius
Jörg Martin Munsonius (* 14. März 1961 in Berlin) ist ein deutscher Schriftsteller, Verleger und Fotograf, der hauptsächlich Werke der phantastischen Literatur, sowie Krimis und Thriller veröffentlicht.

## Leben
Jörg Martin Munsonius schreibt hauptsächlich unter dem Pseudonym Marten Munsonius Romane, bislang überwiegend mit Co-Autoren. Übersetzungen einzelner Storys ins Französische und Englische. Beiträge zur phantastischen Literatur erscheinen unter seinem vollständigen Vornamen in Tageszeitungen, im Quarber Merkur, den Heyne SF Jahresanthologien, in Fantasia und anderen Publikationen.
Deutscher Fantasy Preis 2005 zusammen mit Werner Fuchs, Ronald M. Hahn, Hermann Urbanek und Hans Joachim Alpers für die Herausgabe des Lexikons der Fantasyliteratur.

## Werke
- Pfade ins Phantastische (als Hrsg.). EDFC/Passau, ISBN 3-924443-83-1
- Der Auftrag – Mord in Berlin. Betzel Verlag/Frankfurt am Main, ISBN 978-3-932069-09-3
- Killer im Käfig (mit Alfred Bekker). Verlag CassiopeiaPress, Kindle Edition
- Ein Hai im Swimming-Pool (mit Alfred Bekker & Rupert Bauer), Verlag CassiopeiaPress, Kindle Edition
- Stadt der verlorenen Seelen (mit Alfred Wallon), Blitz-Verlag, ISBN 3-932171-56-X
- Der Weg nach Nipuur (mit Alfred Wallon), Blitz-Verlag, ISBN 3-932171-63-2
- Das schwarze Schiff (mit Alfred Wallon), Blitz-Verlag, ISBN 3-932171-64-0
- Thorin: Götterdämmerung. Mohlberg-Verlag, ISBN 3-936229-22-8
- Thorin: In der Nebelzone, Mohlberg-Verlag, ISBN 3-936229-23-6
- Opfergang (Tiamat-Serie) (mit Markus Kastenholz), Mohlberg-Verlag, ISBN 3-931164-53-5
- Jenseits der Finsternis (mit Alfred Wallon), Blitz-Verlag, ISBN 3-932171-50-0
- Blutiger Alptraum in Paris (mit Alfred Wallon & W.A. Hary), Blitz-Verlag, ISBN 3-932171-51-9
- Murphy – Und die Dämonen der Dämmerung (mit Alfred Bekker & W.A. Hary), mgVerlag, ISBN 3-931164-02-0
- Die Berlin-Verschwörung (mit Alfred Bekker), Libri/BoD, Hamburg, ISBN 3-89811-998-X
- Todeszone. mgVerlag, (Corrigan-Saga) (mit Alfred Wallon) ISBN 3-931164-10-1
- Im Bann des Mega-Tec. mgVerlag, (Corrigan-Saga) (mit Alfred Wallon) ISBN 3-931164-11-X
- Die Krieger des letzten Tages. mgVerlag, (Corrigan-Saga) (mit Alfred Wallon) ISBN 3-931164-12-8
- Der Dunkle Herrscher – Metamorphose. mg-Verlag, (Corrigan-Saga)(mit Antje Ippensen & A. Worst) ISBN 978-3-931164-27-0
- Der dunkle Herrscher – Erbarmungslos. mg-Verlag, (Corrigan-Saga) (mit Antje Ippensen und Daniel Stulgies) ISBN 978-3-931164-27-0
- Zeitenstrom. mg-Verlag (Corrigan-Saga) (mit Antje Ippensen & A.Worst) ISBN 3-931164-24-1
- Sündenpfuhl Berlin 1928: Magnus Behringer auf fremden Pfaden in Berlin (mit Guy Brant und Tomos Forrest). epubli, Berlin 2022, ISBN 978-3-754-94368-7
- Sündenpfuhl Berlin 1928: Unter Apachen und Blutsbrüdern (mit Guy Brant und Tomos Forrest). epubli, Berlin 2022, ISBN 978-3-754-94396-0

Hörbücher
- Der Dämon der Dämmerung (mit Alfred Wallon), Hary-Production, ISSN 1614-3345
- Die Schwesternschaft der Furcht (mit W.A. Hary), Hary-Production, ISSN 1614-3345

Sachbücher und Artikel
- Lexikon der Fantasy Literatur, Erkrath 2005, ISBN 978-3-89064-566-7
- Beiträge in Wolfgang Jeschke (Hrsg.) Das Science Fiction Jahr, München (Heyne Verlag)
- Beiträge in Franz Rottensteiner (Hrsg.) Quarber Merkur